# Тихомиров, Сергей Иванович
Сергей Иванович Тихомиров (1850—1913) — русский архитектор. 

## Биография
Родился в 1850 году. Брат Константина и Николая Ивановичей Тихомировых.
Окончил Витебскую гимназию. С 1872 по 1879 обучался в Петербургском строительном училище, окончив курс по первому разряду. После окончания училища поступил на службу в Техническо-строительный комитете Министерства внутренних дел, а через два года был назначен придворным архитектором в Ливадии в Крыму.
В 1882 году должность придворного архитектора Ливадии была упразднена и он был назначен архитектором Императорских московских театров. Также он был архитектором Петровской земледельческой и лесной академии; выполнил проект корпуса студенческих общежитий Петровской академии (Тимирязевская улица, 58). Принимал также участие в работе комиссии по постройке здания Политехнического музея, наблюдая за работами и исполняя должность секретаря комиссии. Действительный член Петербургского общества архитекторов (с 1882 года).
В 1887 году вышел в отставку по болезни, но занимался частной практикой, в частности, принимал участие в перестройке доходного дома К. М. Полторацкого (Большая Дмитровка, 2/3).
В 1890 году вернулся на службу, получив должность саратовского губернского архитектора. В Саратове им были построены мельница Скворцова на Астраханской улице (впоследствии обувная фабрика) и особняк Тимофеева на углу Вольской и Шевченко (детская поликлиника), по его проекту было перестроено здание нового гостиного двора на Театральной площади (не сохранилось). Он входил в городские строительные комиссии и разработал проекты расширения городского театра и Александро-Невского собора, оставшиеся не реализованными.
В 1900 году вернулся в Москву и работал в Техническо-строительной комиссии министерства внутренних дел.
Под Санкт-Петербургом построил дачу для брата Николая Ивановича (Большая Озёрная улица) и там же по его проекту была выстроена дача тайного советника В. Н. Тукмачёва.
Имел награды: орден Святого Станислава 3-й степени (1883).
Умер 19 июля (1 августа) 1913 года.